# Turó de les Cabrades
El Turó de les Cabrades és una muntanya de 905 metres que es troba al municipi de Viladrau, a la comarca d'Osona.